# Všetaty u Rakovníka

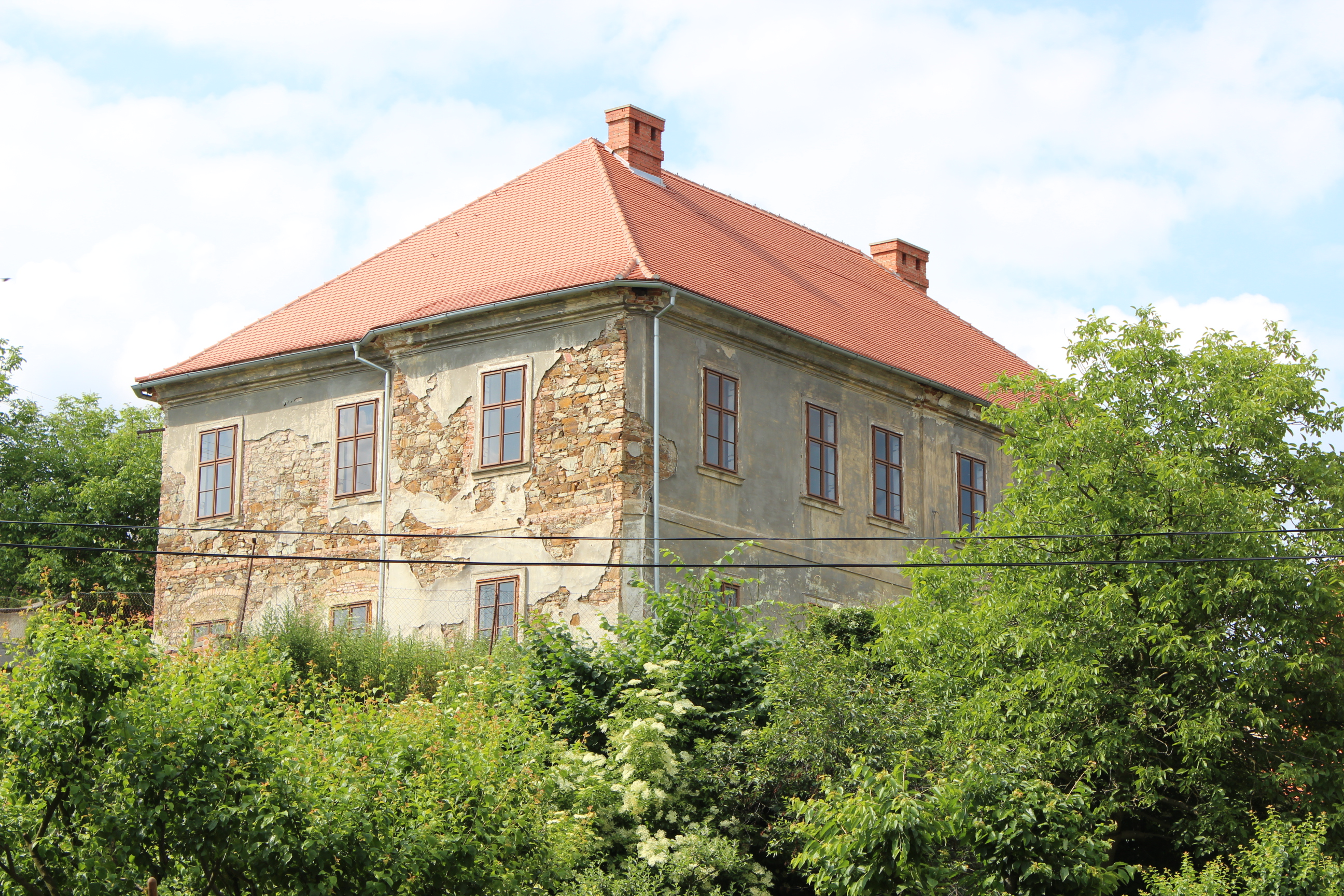
Schloss Všetaty

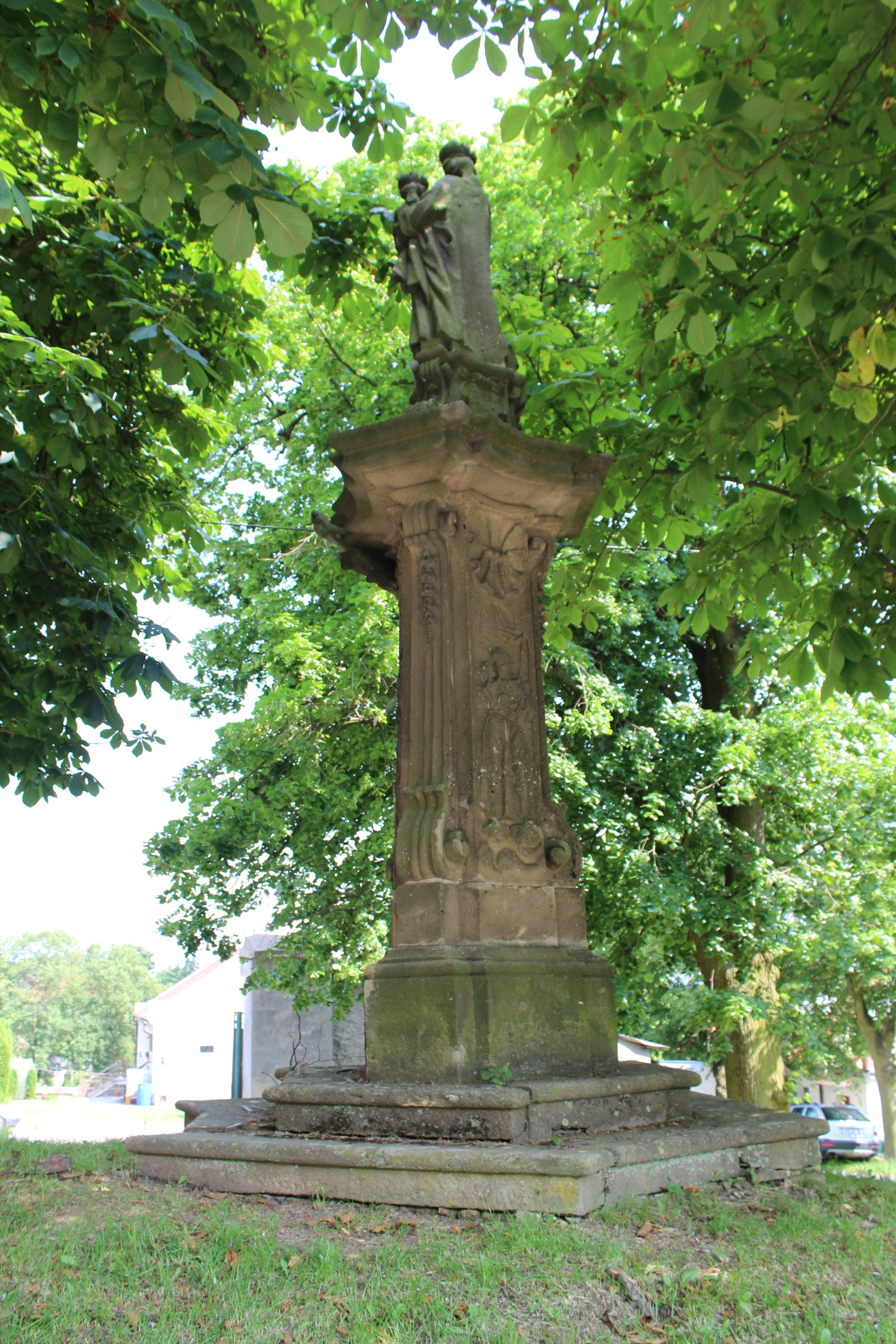
Statue der Jungfrau Maria

Všetaty (deutsch Wschetat, früher Wschetatt) ist eine Gemeinde in Tschechien. Sie liegt sieben Kilometer südlich von Rakovník und gehört zum Okres Rakovník.

## Geographie
Všetaty befindet sich am Rande des Landschaftsschutzgebietes Křivoklátsko in der Křivoklátská vrchovina. Das Dorf liegt im Tal des Baches Všetatský potok. Im Nordosten erhebt sich die U Homolky (454 m), östlich die Ohrádka (443 m), im Südosten die Čepína (469 m), Homolka (428 m) und Kamenná (429 m), südwestlich der Žalkov (434 m) und die Hůrka (491 m), im Westen der Na Stráží (480 m) sowie nordwestlich der der Remízský vrch (473 m).
Nachbarorte sind Bělidlo, Hradcův Mlýn, U Skoupích und Kohotův Mlýn im Norden, Dolní Chlum, Horní Chlum, Ryšín, Loučný Mlýn und Lašovice im Nordosten, Pustověty, Kalubice und Losy im Osten, Čepiny, Na Čihátku, Velká Buková, Malá Buková, Branov und Nezabudice im Südosten, Skřivaň und Tyterský Mlýn im Süden, Tytry und Panoší Újezd im Südwesten, Křižovatka, Krakov, Malinová und Hvozd im Westen sowie Pavlíkov im Nordwesten.

## Geschichte
Archäologische Funde belegen eine Besiedlung des Gemeindegebiets durch die Knovízer Kultur.
Die erste schriftliche Erwähnung des Dorfes erfolgte im Jahre 1337.
Všetaty war ein Lehn der königlichen Burg Křivoklát und bestand aus einem Vorwerkshof und neun Kmetenhöfen (dvory kmetcí). Die Lehnsmannen waren verpflichtet, sich bei Ankunft der Burggrafen mit einem Pferd auf der Burg einzufinden. Seit 1398 ist eine Feste nachweisbar, ihr Erbauer war Jan Hněvek von Chlum. Die Besitzer des Lehngutes wechselten vielmals. Im Jahre 1571 erwarb Albrecht Kunš von Lukovice das Gut einschließlich der Brauerei, fünf Teichen und einer Schäferei mit 1000 Schafen. 1598 kaufte die Stadt Rakovník das Gut auf und ließ die Brauerei stilllegen, um dort Rakovníker Bier auszuschenken. Die Feste Všetaty wurde im Dreißigjährigen Krieg niedergebrannt. 1651 hatte das Dorf 25 katholische Einwohner; von den zehn Anwesen waren nur zwei Bauernhöfe und drei Chaluppnerstellen bewirtschaftet. Zum Meierhof gehörten im Jahre 1713 295 Strich Felder, zwei Teiche einer hölzernen Mühle, die Brauerei und die herrschaftliche Schänke. In Všetaty lebten zu dieser Zeit sechs jüdische Familien.
Im Jahre 1755 kaufte Maria Anna Fürstin zu Fürstenberg das Kronlehngut Wschetat von Konrad Adalbert von Spar und vereinigte es mit der Herrschaft Pürglitz. Administrativ war es der Herrschaft Kruschowitz zugeteilt, bildete aber ein besonderes Lehen, das an der Hoflehentafel fortgeführt wurde und nicht Teil des 1756 eingerichteten Familienfideikommisses war. Maria Annas zweitgeborener Sohn Karl Egon I. zu Fürstenberg erwarb durch Ausgleich auch die Anteile seiner Geschwister und wurde alleiniger Besitzer der Vereinigten Herrschaften und Güter Pürglitz, Kruschowitz, Nischburg, Wschetat, Skřiwan, Podmokl und Woleschna. Nach dem Tode von Karl Egon I. erbte 1787 dessen ältester Sohn Philipp Fürst zu Fürstenberg († 1790) den Besitz, ihm folgten seine Kinder Karl Gabriel zu Fürstenberg († 1799) und Leopoldine Prinzessin von Hessen-Rothenburg-Rheinfels. 1803 verzichteten die weiblichen Erben in einem Familienvergleich zugunsten des minderjährigen Karl Egon II. zu Fürstenberg und der fürstlichen und landgräflichen Häuser Fürstenberg; als Verwalter wurde bis zu dessen Volljährigkeit im Jahre 1817 Joachim Egon Landgraf von Fürstenberg eingesetzt.
Wschetat bildete bis zur Mitte des 19. Jahrhunderts mit dem Dorf Chlum sowie einem Haus von Pustowied und dem wüsten Dorf Protiwna ein Kronlehngut der Herrschaft Pürglitz. Das Gut umfasste eine Nutzfläche von 1218 Joch 1123 Quadratklafter. Im Jahre 1843 bestand das Dorf Wschetat/Wssetaty aus 68 Häusern mit 488 Einwohnern. Im Ort gab es eine Kapelle, ein kleines Schloss, einen Meierhof, eine Schäferei, ein Forsthaus, eine Pottaschensiederei und eine Mühle. Pfarrort war Groß Augezd.
Nach der Aufhebung der Patrimonialherrschaften bildete Všetaty / Wschettat ab 1850 eine Gemeinde im Bezirk Rakonitz und Gerichtsbezirk Rakonitz. Nach dem Tode des Karl Egon II. zu Fürstenberg erbte 1854 dessen zweitgeborener Sohn Max Egon I. den Fideikommiss Pürglitz. 1884 wurde eine Brennerei und eine Käserei errichtet. Im Zuge der ersten Bodenreform wurde das Fürstenbergische Gut Všetaty 1924 parzelliert, dabei wurde 82 Einwohnern Grund und Boden überlassen. Auf diesen Flächen entstand zwischen 1924 und 1939 im oberen Teil des Dorfes ein neues Viertel mit 19 Einfamilienhäusern. Die Brennerei übernahm eine Genossenschaft, die Käserei und Schmiede gingen an die Gemeinde. Die verbliebenen 74 Hektar mit dem Schloss, Wirtschaftsgebäuden, Deputatbeamtenwohnungen, Ziegelei, Ziegeleihaus, Wald und 59 Hektar Landwirtschaftsfläche wurden 1926 dem Gutsverwalter Josef Kačer zugeteilt. 1929 verkaufte die Familie Fürstenberg die Immobilien an den tschechoslowakischen Staat. Im Jahre 1932 lebten in Všetaty 578 Personen. Während der deutschen Besatzung wurde Všetaty am 19. April 1944 von deutschen Truppen besetzt, die nach in der Gegend gelandeten amerikanischen Fallschirmjägern suchten. Zur Einschüchterung wurden fünf Einwohner ins Gefängnis Pankrác verschleppt und später wieder freigelassen. Mitte 1945 nach Kriegsende erreichte Všetaty mit 645 Einwohnern die höchste Einwohnerzahl in seiner Geschichte; bis zum Jahresende verließen 189 Personen das Dorf. In der zweiten Hälfte des 20. Jahrhunderts wurde die Käserei zum Gemeindehaus umgebaut.

## Gemeindegliederung
Für die Gemeinde Všetaty sind keine Ortsteile ausgewiesen.

## Sehenswürdigkeiten
- Schloss Všetaty, der eingeschossige Barockbau mit Hauskapelle wurde in der 2. Hälfte des 18. Jahrhunderts durch die Fürsten zu Fürstenberg anstelle der alten Feste errichtet. Bis 1926 diente es als Wohnsitz der Fürstenbergischen Gutsverwalter. 1929 verkaufte es die Familie Fürstenberg an den tschechoslowakischen Staat. In der zweiten Hälfte des 20. Jahrhunderts ging der ursprüngliche Charakter als Schloss verloren. In dem baufälligen Gebäude hat sich ein Fresko im Gewölbe der Schlosskapelle erhalten.
- Barocke Statue der Jungfrau Maria geschaffen zwischen 1730 und 1740
- Gehöfte in Volksbauweise
- 500-jährige Eiche am Teich Cihelní rybník
- Waldkapelle U Caparta, südöstlich des Dorfes, erbaut 1843–1847

## Söhne und Töchter der Gemeinde
- Jakob Scheller (1755–1805), Violinist, Konzertmeister, genannt Böhmischer Paganini